# Клариса Орсини
Кларѝса Орсѝни (на италиански: Clarice Orsini; * 23 ноември 1453, Монтеротондо; † 30 юли 1488, Флоренция, Флорентинска република) от рода Орсини, е италианска благородничка, съпруга на Лоренцо де Медичи „Великолепни“, де факто владетел на Флоренция от 1469 до 1492 г. , и майка на папа Лъв X.

## Произход
Тя е дъщеря на Якопо (Джакомо) Орсини (1424 – 1482), господар на Монтеротондо и Брачано, и неговата съпруга и братовчедка Мадалена Орсини (ок. 1415 – 1450), сестра на кардинал Латино Орсини. Дядо ѝ по бащина линия е Орсо Орсини, господар на Монтеротондо, а баба ѝ – Лукреция Конти, дъщеря на Илдебрандино Конти, господар на Валмонтоне. Дядо ѝ по майчина линия е Карло Орсини, господар на Брачано, а баба ѝ – Паола Джиронима Орсини, 6-а графиня на Талякоцо. Има двама братя и една сестра:
- Риналдо († 1510), архиепископ на Флоренция
- Ауранте (*ок. 1459, † сл. 1497), съгосподарка на Капри като съпруга на Джан Лудовико Пио ди Савоя и съпруга на маркиз Лоренцо Маласпина ди Граньола
- Орсо, нар. Органтино († 1479), господар на Монтеротондо

## Биография

### Брачни преговори
Първото споменаване за Клариса е в писмата на флорентинката Лукреция Торнабуони, съпруга на Пиеро де Медичи „Подагрения“ и майка на Лоренцо Великолепни. Лукреция пристига в Рим на 26 март 1467 г., за да намери жена за Лоренцо. Тя действа уверено: на 27 март се среща с Клариса и майка ѝ на път за литургията в Свети Петър, на 28 март отива лично в двореца на кардинал Латино Орсини (брат на Клариса) и същия ден изпраща на съпруга си писма, в които дава щателно описание на Клариса по отношение на физически характеристики, характер и семейство. Начините, по които протича търсенето на булка, предполагат, че Лукреция напуска Флоренция именно с цел да опознае младата Клариса и да проучи почвата за бъдещ годеж: това би обяснило защо още на 5 април тя е готова се да се върне, без да е оценила друга кандидатка. Намерението на Медичите очевидно е да свържат името си с един от най-атрактивните благородническите римски домове според тенденцията, честа през Средновековието и Модерната епоха, да се комбинира наскоро придобито богатство с древна благородническа титла. Допълнителна подкрепа за успеха на годежа е присъствието в Рим на Джовани Торнабуони, брат на Лукреция и директор на местния клон на Банката на Медичите, която по това време е и папската банка.
Лукреция описва Клариса на съпруга си Пиеро, за да може той да добие представа за нея възможно най-подробно. Тя я описва като кръглолика, рижа, с изящна тънка шия, висока на ръст и с хубава фигура.
| „ | Поставих споменатото момиче добре в съзнанието си. Което, както казах, е с възприемчив размер, бяло и по такъв сладък начин, но не толкова нежно като нашите: но е много скромно и може бързо да се адаптира към нашите привички. Главата не е руса, защото тук я няма: косите ѝ клонят към червено, и то доста. Лицето е кръгличко, но аз нямам нищо против. Шията е подходящо дълга, но ми се струва малко тъничка или, по-добре казано, нежна. Гърдите не можахме да видим, защото те използват всичките препаски: но те показват добро качество. Тя върви с глава, която не е толкова дръзка като нашите, но изглежда, че я носи малко напред: и аз вярвам, че прави това, защото се срамува; защото не виждам никакъв признак в нея, освен да се срамува. Ръката е дълга и бърза. И с всичко това съдим момичето много повече от обикновено; но не и сравнимо с Мария, Лукреция и Бианка. Самият Лоренцо го видя: и когато той е доволен от него, вие ще можете да разберете това. | “ |
| Cesare Guasti, Tre lettere di Lucrezia Tornabuoni a Piero de' Medici ed altre lettere di vari concernenti al matrimonio di Lorenzo il Magnifico con Clarice Orsini. | |   |

Лукреция продължава с обобщение на състоянието на сем. Орсини, като сочи неговите основни представители и съответните им владения в Лацио. Фактът, че самият Лоренцо е видял момичето също дава допълнителна сигурност на избора: срещата вероятно се е случила предишната година, по случай Великден 1466 г., когато Лоренцо пребивава в Рим за няколко седмици в рамките на пътуване до столиците на италианските държави. Одобрението, което последва в рамките на няколко дни (в писмо от 5 април Лукреция отбелязва утвърдителния отговор на сина си) кара някои историци да клонят към хипотеза за искрения интерес на Лоренцо към Клариса, както от политическа, така и от лична гледна точка.
Преговорите започват едва през 1468 г. с посредничеството на Джовани Торнабуони и Филипо де Медичи, архиепископ на Пиза; работи се в атмосфера на секретност и от двете страни, до такава степен че дори бракът чрез пълномощник в Рим на 27 декември 1468 г. е отбелязан строго в рамките на сем. Орсини. Месец преди този ден Филипо де Медичи докладва на Пиеро как слухът за този съюз започва да се разпространява в града, особено от някои членове на семейство Паци, поради което е препоръчително бракът да се сключи скоро. Самият архиепископ по-късно представя младоженеца, отсъстващ от церемонията. Интересно е да се отбележи как Филипо де Медичи обръща внимание на разликите в брачните ритуали в Рим и Флоренция, обяснявайки необходимостта и следователно трудността от намиране на компромиси, които да зачетат и двете традиции: пример в този смисъл се отнася до зестрата, която е установена на цифрата от 6000 флорина според флорентинския обичай и на която на младоженеца ще бъде платен подарък за булката на стойност, съответстваща на 1/4 от самата зестра, според римския обичай.
След брака чрез пълномощник Клариса и нейното семейство чакат напразно Лоренцо да им гостува в Рим: първоначално той е задържан във Флоренция поради организирането на турнир, в който ще участва на 7 януари 1469 г. Сем. Орсини, съзнавайки символичното значение на събитието, изразяват подкрепата си за младия състезател в турнира в писмата си: когато Клариса научава за победата на съпруга си, тя се радва дълбоко. Въпреки че турнирът приключва, Лоренцо не отива в Рим, вероятно поради несигурното здраве на баща му и рисковете, свързани с такова натоварващо пътуване.

### Брак
Клариса тръгва за Флоренция на 15 май 1469 г., придружена от най-близките роднини на съпруга си: Гулиелмо де Паци, господар на Чивитела, и Бернардо Ручелай, писател и хуманист, съпрузите на сестрите на Лоренцо, както и Джулиано де Медичи и Джентиле де Беки, първи учител на младите потомци на Медичите и близък сътрудник на Пиеро. Пътуващите прекосяват Тоскана, предизвиквайки ликуващи демонстрации в градовете, посетени от сватбеното тържество. Пътуването приключва на 2 юни с пристигането на Клариса във Флоренция. Тя гостува в двореца на сем. Алесандри в очакване на официалните тържества. Сутринта на 4 юни, придружена от процесия от тридесет млади мъже и тридесет девойки, Клариса язди по улиците на Флоренция на гърба на коня на Лоренцо и стига до Палацо Медичи, на чиито прозорци е закрепена маслинова клонка като знак за късмет. Провежда се празничен банкет и в края на деня булката се връща в Палацо дели Алесандри. Същото се случва и на следващия ден, 5 юни, когато се провежда банкетът в градската резиденция на Карло де Медичи. Едва на третия ден, с отслужването на литургия за съпруга в базиликата Сан Лоренцо, младата Клариса се настанява в двореца на съпруга си.

### Живот във Флоренция преди Заговора на Паци
През 1467 г. Лукреция, говорейки за бъдещата си снаха, твърди, че „тя е много скромна и скоро трябва да бъде сведена до нашите обичаи“; Въпреки това Клариса има през целия си живот поведение, което за флорентинците, според някои историци, клони към високомерна благородническа арогантност и като цяло тя не е обичана от хората поради това. От друга страна е сигурно, че младата жена се бори да се адаптира към един социален и културен контекст, много различен от родния ѝ.
Няколко месеца след сватбата, на 2 декември умира нейният тъст Пиеро Подагреният. Така съпругът ѝ Лоренцо става де факто господар на Флоренция, въпреки че първите дни са усложнени от много младата му възраст – фактор, който не му дава авторитета, необходим за ролята, и от военното положение в Северна Италия. Клариса скоро забременява с първото им дете –Лукреция, която се ражда през август, и през следващите девет години тя ражда още девет деца. Седем от тях надживяват детска възраст.
В ранните години във Флоренция Клариса намира неочакван довереник в лицето на поета Луиджи Пулчи, известен с непочтителния характер, който го отличава в Кръга на Медичите. Той я придружава при първото ѝ пътуване до Рим през 1472 г., като дава подробни отчети за дните им на Лоренцо и ѝ посвещава думи на утеха от загубата на двама преждевременно родени близнаци (1471 г.). Освен това, когато се състои спорът между Пулчи и Матео Франко, Клариса поема защитата на Пулчи и години по-късно се оплаква, че не иска да свърши като него, тоест да бъде обект на шеги на двора на Лоренцо.
Тя прави всичко възможно, за да удовлетвори молбите на родното си семейство: през 1474 г., по нейно настояване, Лоренцо успява да получи инвеститурата като архиепископ на Флоренция за девера си Риналдо Орсини; в същото време тя урежда браковете на своята зълва Ауранта, която остава вдовица през 1469 г., с Леонардо Маласпина, и на нейните дъщери Маргарита и Дзафира съответно за Гаспаре Сансеверино (1475) и Галеото II Маласпина (1476), син на Габриеле, маркиз на Фосдиново. Другият брат на Клариса, Органтино, кондотиер, многократно прибягва до посредничеството на Лоренцо, за да получи служби при различни италиански господари. В допълнение към защитата на интересите на роднините Клариса също така се занимава с благотворителност и се застъпва пред съпруга си и за молбите на обикновените хора.
Веднага след Заговора на Паци (26 април 1478 г.) Клариса и децата са отдалечени от Флоренция, за да избегнат рисковете, свързани с новите опити за преврат и чумната епидемия, избухнала междувременно. Отначало те са приютени от семейство Панчатики от Пистоя, но Клариса се оплаква, че на вратите не стоят много пазачи. Подозренията се оказват основателни, когато е разкрит и осуетен заговор за отвличането на нея и децата ѝ с цел примамването на Медичите в капан. В него е замесен и Бернардо Балдиноти от Пистоя, който е екзекутиран в първите дни на декември 1478 г. Още през септември обаче възникват сериозни проблеми, които застрашават здравето на Клариса, психологически изтерзана от страха за живота на съпруга и децата ѝ: тя е бременна само в няколко месеца, когато започва да страда от тревожни заболявания. Лоренцо незабавно праща личния си лекар Стефано дела Торе, който предписва почивка на легло, за да избегне помятане. При това обстоятелство Клариса изразява страх да не стане жертва на същата съдба, сполетяла съпругата на Джовани Торнабуони, Франческа Пити, която умира от преждевременно раждане години по-рано.

### Конфликт с Анджело Полициано
След заговора на Балдиноти семейството е преместено от Пистоя в по-защитената Вила на Медичите в Кафаджоло. Още по това време Анджело Полициано говори в писмата си за скуката и тежестта на положението, което разстройва духовете на всички. След раждането на малкия Джулиано на 12 март 1479 г. има нарастване на напрежението между Клариса и Полициано, учител на синовете ѝ Пиеро и Джовани де Медичи, което води през май същата година до окончателен разрив между двамата. Историците са разделени в приписването на събитието на различни причини, вероятно съпътстващи: от една страна стресът на Клариса поради принудителната ѝ раздяла с Лоренцо, от друга – различията в концепцията за образователния път на Джовани, вече предопределен за църковна кариера.
Напоследък са направени тълкувания, свързани с конкретната връзка, развила се с течение на времето между Клариса, Лоренцо и Полициано. Полициано е приет много млад, между 1470 и 1473 г., в Палацо Медичи; освен това пристигането на Клариса се случва едва няколко години по-рано: следователно тримата едновременно преплитат отношенията си. Анджело създава връзка на подчинение с главата на семейството, в която се смесват взаимно възхищение на интелектуално ниво и силен емоционален заряд, който поради социалния статус на младия учен в Кръга на Медичите не му е позволено да изрази. Освен това той често играе ролята на посредник между съпруга и съпругата, когато придружава Лоренцо далеч от Флоренция.
Затварянето на съпругата и на приятеля на Лоренцо в Кафаджоло, в атмосфера на несигурност и досадно бездействие, следователно е контекстът на експлозията от ревност, която вече не е управляема според социално приетата семейна динамика: резултатът от сблъсъка е изгонването на Полициано и неговото последващо преместване във Вилата на Медичите във Фиезоле. Това не е достатъчно, за да потуши недоволството на двете страни в конфликта: Клариса пише писмо до съпруга си, пълно с обвинения, оплаквайки се, че мъжът, който си е позволил да ѝ се подиграва в Кафаджоло, сега живее в стаята на главата на семейството. Този намек разкрива истинската причина за конфликта: не е образованието на децата, а привързаността на самия Лоренцо към Полициано и публичното проявление на това чувство. Фактът, че Полициано заема главната спалня символично поставя под въпрос ролята на Клариса в групата и тя протестира, за да защити честта си и мястото си в семейната йерархия.
Разрешаването на инцидента става в края на 1479 г., когато Полициано напуска Тоскана, за да се премести в Северна Италия и да прекара цялата следваща година там, намирайки начин да напише „Орфей“ – първото драматично произведение на нерелигиозна тема в италиански език, в който също включва женомразки нападки и изявления срещу брака. След това той се завръща под крилото на Медичите, получавайки катедрата по гръцко и латинско красноречие във Флорентинския университет.
Лоренцо се оказва много дискретен в справянето със спора, въпреки че от получените резултати може да се каже, че той най-накрая застава на страната на жена си, позволявайки на втория си син Джовани да бъде обучаван от учители, по-чувствителни към религиозните въпроси.

### Последни години и смърт
Когато след мира, сключен от Лоренцо с Фердинандо II Арагонски, крал на Неапол, ситуацията се успокоява, Клариса се включва повече в местната и националната политика, въпреки че това може да се заключи само по малки индикации. Някои от тях се намират в писмата, които тя праща на съпруга си, където накратко обяснява мнението си за събития от известно значение (през 1483 г. например, докато Лоренцо е в Кремона по повод известната Диета, Клариса пише писмо до нейния секретар, в което се казва, че съпругът ѝ би бил от полза за диетата повече, ако остане във Флоренция, отколкото ако лично участва в дискусиите). Тя често иска да бъде информирана за последните новини.
През този период пътуванията ѝ са по-многобройни: някои, като това от 1480 и 1485 г., се дължат на здравословни причини и имат за дестинация тоскански термални курорти. В някои случаи обаче нейните посещения придобиват и политически характер, както се случва на връщане от банята в Абатството в Пасиняно (1485 г.), когато, след като спира в Коле ди Вал д'Елса, Клариса е посрещната и ѝ е отдадена почит, сякаш тя е „друг Лоренцо".
Последното ѝ пътуване е до Рим между ноември 1487 г. и май 1488 г.: Клариса заминава, за да отиде да се срещне с бъдещата си снаха, нейната братовчедка Алфонсина Орсини (бъдеща съпруга на Пиеро II де Медичи), и води със себе си дъщеря си Мадалена, за чийто годеж се преговаря с Франческето Чибо, син на папа Инокентий VIII. Докато от една страна впечатлението за Алфонсина е положително, то, по не напълно ясни причини, преговорите за брака на Мадалена претърпяват рязко ускорение, в резултат на което момичето се омъжва през януари 1488 г., въпреки че самият Лоренцо все още я смята за много незряла за сватба. От друга страна здравето на Клариса се влошава и белодробната болест, вероятно туберкулоза, която я измъчва от години, се разпалва отново. Връщайки се във Флоренция, тя прекарва няколко месеца погълната от болестта, толкова много че Лоренцо пише на няколко пъти, разтревожен за нея, до степен да признае: „Съмнявам се, че няма да я загубим скоро“. Междувременно самият той проявява симптоми на вродена подагра и лекарите настойчиво го съветват да отиде на бани за две седмици. Осем дни след заминаването му, след внезапно влошаване 35-годишната Клариса умира на 30 юли 1488 г. Лоренцо, под натиска на приятели, роднини и лекари, не се връща за погребението, тъй като има мнението, че едно пътуване би компрометирало сериозно и без това деликатното му състояние. Според запазените писма изглежда, че той е възобновил обичайните си дейности едва седмица след смъртта на съпругата си: всъщност на 6 август той пише на своя посланик в Рим: „Забавих се да отговоря на някои от вашите писма, получени повече от един ден тук по същите причини, които знаете, защото когато умът ми е много зает с едно нещо, това не се отразява добре на другите“.

## Отношения на Клариса с Лоренцо Великолепни
Мненията на историците, които анализират личния живот на двойката, са противоречиви. От една страна, някои смятат, че между съпрузите са се установили отношения на взаимна толерантност, основно насочени към спокоен съвместен живот. Лоренцо, особено след заговора на Паци, често е далеч от жена си и децата си и това се тълкува като вид безразличие, особено към Клариса. Писмата, които той адресира до нея, звучат твърде студено и стегнато за слуха на мнозина в сравнение с писмата, адресирани до нейната майка и приятели, което показва известно отчуждение. Освен това Лоренцо никога не посвещава нито едно свое произведение, в поезия или в проза, на съпругата си: това отдавна изглежда като елемент, на който се основава заключението, че между тях не е имало връзка на любов или привързаност. Това обаче се оказва неточно в светлината на факта, че трубадурската и стилновистка любовна лирика признава само прелюбодейната любов или във всеки случай освободената от брачната връзка; според манталитета на времето посвещаването на тези композиции на съпругата, следователно на официалния и легитимен партньор, би се възприемало като необичайно и дори за безвкусица.
По-нови изследвания, които също се отдалечават от образа, предаван пристрастно от древни източници, враждебни към нея, преразглеждат характера на Клариса и, следователно, естеството на връзката ѝ със съпруга ѝ. От младостта си тя страда от деликатно здраве, което не е подходящо за суровия зимен климат на Тоскана и това със сигурност ѝ причинява неудобство да участва в събития като състезания и турнири, които се провеждат през периода януари и февруари; това, съчетано с многобройните и близки бременности, я кара да развие меланхоличен нрав, който не е склонен към оживлението на флорентинския начин на живот. Нейният сдържан характер изплува и от разказите на Анджело Полициано по време на принудителния му престой в Кафаджоло през 1478-1479 г. Нейната привързаност към религията, вероятно поради образованието, получено в детството ѝ, я затруднява да разбере причините за Флорентинския хуманизъм, така че изглежда, че не се е интересува от въпроси от културно естество, за разлика от свекърва ѝ Лукреция Торнабуони и други флорентинки като например Джиневра де Бенчи.
Във връзка с брачния живот трябва да се имат предвид няколко аспекта: самият брак, на първо място, не е съюз, основан толкова на любовта и страстта на съпрузите, а по-скоро на интересите на участващите семейства. Следователно е неправилно да се прилага тази мярка за преценка към случая на Лоренцо и Клариса. Въпреки това кореспонденцията на Клариса със съпруга ѝ през януари и февруари 1469 г. показва нейната искрена привързаност към него: това ясно се откроява в близостта на турнира, в която той участва, в навечерието на който Клариса пости за покаяние и чиято развръзка тя с нетърпение очаква. И по-късно, в годините на зрялост, Клариса винаги проявява привързаност към Лоренцо, грижи се да го информира за здравословното състояние на децата, доверявайки епизоди от нежен семеен живот, като например когато по време на отсъствията на баща им най-малките деца настоятелно искат връщането му, и изразява недоумение и загриженост за здравето му.
Лоренцо, от друга страна, е сух в писмата си, но никога не пренебрегва съпругата си и не позволява на другите да го правят, както се вижда в случая с Полициано. В любопитен и нагъл град като Флоренция никога не се разчува за извънбрачните му връзки, дори след експулсирането на семейството през 1494 г., когато общественото мнение застава доста твърдо срещу Медичите. Само две имена на жени се свързват с него: тези на Лукреция Донати и на Бартоломеа де Бенчи (по мъж Нази). По отношение на Лукреция има силно съмнение, че любовта, проявена от поета Лоренцо, е надхвърлила границите на платоническото чувство; що се касае до Бартоломеа, за която говори само Франческо Гуичардини, се знае, че тя вероятно е била негова любовница през последните няколко години, въпреки че и в този случай някои историци поставят под въпрос истинското естество на връзката, цитирайки лошото здраве на Лоренцо от 1488 г., което не би му позволило да живее неумерено, както го описва Гуичардини. За разлика от баща си и дядо си Лоренцо Великолепни няма извънбрачни деца и е възможно той да е останал верен на съпругата си или да ѝ е изневерил с най-голяма дискретност: шегата, преписана от Полициано в неговия труд Detti piacevoli, разказва как един ден видял мъж, който твърдял, че никога не е спал отново, след брака си, с други жени, освен със съпругата си, а Лоренцо установил: „Добре е да бъде намерен друг глупак като мен.“
Чувствата на Лоренцо се долавят най-добре в неизбежността на загубата на Клариса. От първите симптоми на влошаване на болестта ѝ, когато тя все още е в Рим, съпругът ѝ изразява загрижеността си в писма, адресирани до флорентинския посланик Джовани Ланфредини, приемайки преждевременното завръщане на съпругата си. През следващите месеци споменава за здравето на жената, което продължава да се влошава до такава степен, че в писмото от 3 юли 1488 г. той заявява: „Клариса не би могла да е по-зле, тъй като смятахме, че ще я загубим поради изтощение, дошло в този момент". Въпреки критичността на ситуацията лекарите, сред които се откроява Пиерлеоне Леони, вярват, че болестта ѝ все още не е фатална; в същото време Лоренцо, който страда от последствията от вродена урикемия в продължение на няколко месеца, има влошаване на заболяването, поради което престоят от няколко седмици в бани, където може да се лекува, е счетено за необходимо. Там го достига новината за смъртта на Клариса, заедно с молбите на приятели и близки роднини да не тръгва отново за Флоренция, за да не застрашава и без това лошото си здраве.
На 31 юли 1488 г. Лоренцо адресира писмо до папа Инокентий VIII, който наскоро е станал негов тъст, като му доверява скръбта за загубата си на Клариса, където я нарича „моята най-скъпа и най-мила съпруга“.

## Брак и потомство
∞ 7 февруари 1469 г. в Рим за Лоренцо де Медичи Великолепни (* 1 януари 1449, Флоренция, Флорентинска република; † 8 април 1492, Вила на Медичите в Кареджи, Флорентинска република), държавник, банкер, де факто владетел на Флорентинската република от 1469 г. до смъртта си и най-могъщият и ентусиазиран покровител на ренесансовата култура в Италия, от когото има пет сина и пет дъщери, седем от които надживяват детска възраст:
- Лукреция Мария Ромола (* 4 август 1470, Флоренция; † 10 ноември/15 ноември 1553, Рим), ∞ 10 септември 1486 във Флоренция за Якопо Салвиати (* 15 септември 1461, Флоренция; † 6 септември 1533), италиански търговец и политик, посланик на Флорентинската република, син на Джовани Салвиати и на Елена (или Мадалена) Гонди Буонделмонти, от когото има шест сина и пет дъщери, някои от които заемат важни позиции или са родители на водещи фигури в историята на Италианския ренесанс.
- Братя-близнаци (*/ † март 1471 след раждане).
- Пиеро „Злочестия“ (* 15 февруари 1472, Флоренция; † 28 декември 1503, река Гариляно), владетел на Флоренция (1492 – 1494); ∞ март 1488 за Алфонсина Орсини (* 1472, † 7 февруари 1520, Флоренция), дъщеря на Роберто Орсини, граф на Талякоцо, и на Катерина Сансеверино, от която има двама сина и една или две дъщери
- Мария Магдалена Ромола (* 25 юли 1473, Флоренция; † 2 декември 1519, Рим), ∞ 25 февруари 1487 в Рим чрез представител и 20 януари 1488 г. лично за Франческо „Франческето“ Чибо (* ок. 1449/1450, Неапол; † 25 юли 1519 в Рим) от фамилията Чибо, незаконен син на папа Инокентий VIII, граф на Латеранския дворец (1490), на Ферентило (1517), сеньор на Ангуилара и Черветери (1490), Римски барон (1515), патриций на Флоренция, Неапол и Пиза (1488), на Витербо (1516), губернатор на Рим (1487), генерал губернатор на папската армия (1487), губернатор на Сполето (1513), от когото има трима сина и пет дъщери
- Беатриса († 1474 като бебе).
- Джовани (* 11 декември 1475, † 1 декември 1521), известен като папа Лъв X (9 март 1513 – 1 декември 1521 г.)
- Луиза Контесина Ромола, наречена Луиджа (* 25 януари 1477, Флоренция; † лято 1488, Флоренция), сгодена за Джовани де Медичи, нар. Пополано.
- Контесина Антония (* 16 януари 1478, Пистоя; † 29 юни 1515 в Рим), ∞ май 1494 във Флоренция за пфалцграф Пиеро Ридолфи (* 1467, † 1525), от когото има трима сина и две дъщери
- Джулиано (* 12 март 1479, Флоренция; † 17 март 1516, Флоренция), херцог на Немур; ∞ 1515 във френския двор за Филиберта Савойска (* 1498, † 4 април 1524), дъщеря на Филип II Савойски Безземни – 7-и херцог на Савоя и втората му съпруга Клодин дьо Брос Бретанска – графиня на Понтиевр, сестра на 9-ия херцог на Савоя Карл III (II) Савойски и полусестра на 8-ия херцог на Савоя Филиберт II Савойски, леля на френския крал Франсоа I. Двамата нямат деца. Има един извънбрачен син.

- Лоренцо де Медичи „Великолепни“,
 съпруг
- Лукреция, 
дъщеря
 (вероятен портрет)
- Пиеро „Злочестият“,
 син
- Мария Магдалена Ромола, 
дъщеря
- Джовани (папа Лъв X),
 син
- Луиза Контесина Ромола,
 дъщеря 
(вероятен портрет)
- Контесина Антония Ромола,
 дъщеря
- Джулиано,
 син

## Клариса Орсини в изкуството
Има предполагаем неин портрет от Доменико Гирландайо, съхраняван в Националната галерия на Ирландия в Дъблин. Предполага се, че тя може да бъде и обект на Портрет на млада жена от Сандро Ботичели, съхраняван в Палатинската галерия в Палацо Пити във Флоренция.

## Клариса Орсини в масовата култура
- Клариса, в ролята: Лара Пълвър, е един от героите на телевизионния сериал „Демоните на Да Винчи“, в който обаче вместо да умре от туберкулоза, е разпъната на кръст от граф Джироламо Риарио, който извършва убийството под въздействието на отрова, която принуждава той да се подчинява на заповедите на Джироламо Савонарола.
- Клариса, в ролята: Synnøve Karlsen, се появява във втория и третия сезон на английско-италианския телевизионен сериал „Медичите“.
- Бракът между Клариса и Лоренцо де Медичи се пресъздава веднъж на осем години в Монтеротондо по време на събитието "Fasti d'autunno".